# Gärsnäs
Gärsnäs is een plaats in de gemeente Simrishamn in Skåne de zuidelijkste provincie van Zweden. Het heeft een inwoneraantal van 955 (2005) en een oppervlakte van 99 hectare.
In Gärsnas ligt het kasteel Gärsnäs slot gebouwd in het midden van de 13de eeuw.

## Verkeer en vervoer
Langs de plaats loopt de Riksväg 11. Het dorp heeft ook een station aan de spoorlijn Simrishamn - Tomelilla.